# Naturalismo biológico

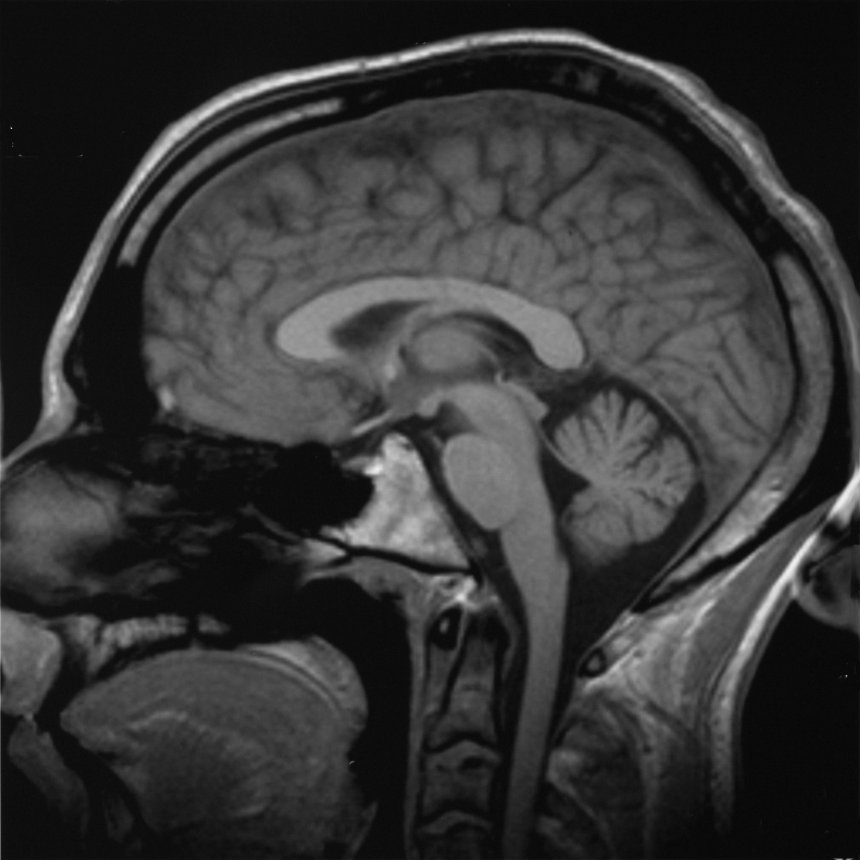
El Naturalismo Biológico plantea que la consciencia es superior al cerebro y a sus capacidades físicas.

El Naturalismo Biológico es una teoría que propone una relación mente-cuerpo distinta a las propuestas en el pasado. Fue primero que todo ideada por el filósofo John Searle, esta idea trataba de dejar atrás todas las dificultades las cuales fueron planteadas por las anteriores ideas monistas y dualistas. Se basaba en la idea de que debía de existir una mente y un cuerpo los cuales tenían interacción entre sí, pero ésta sucedida nada más en términos materiales, la mente en vez de ser una sustancia separada del cuerpo (como proponían los dualistas), o de no existir (como proponían los monistas), pasa a existir mediante procesos neurobiológicos en el cerebro, que pasarían a ser nuestros pensamientos. Searle firmemente cree en que la conciencia es una causa del cuerpo que termina por causar una respuesta de eventos en el cuerpo.

## Propuesta general
Searle niega la filosofía dualista Cartesiana, de que la mente es una substancia separada al cuerpo, ya que esto negaría las explicaciones que da la física acerca de nuestro universo, y en vez de usar a Dios como el que ayuda a la conexión entre mente y cuerpo, se apega más a la ciencia actual. Aun así niega la subjetividad con la cual las ideas monistas vieron a la mente y cómo la trataron de explicar simplemente de forma científica.
Searle cree que la consciencia es parte del mundo material pero no puede ser eliminada, o reducida como algo inferior. Por lo tanto la consciencia es una cualidad única del cerebro y no puede ser reproducida por una máquina que no sea el cerebro, esto es más claro en su argumento de la habitación china.
A veces las ideas de Searle son confundidas con el dualismo de propiedades, ya que este dualismo ya no cree tanto en sustancias separadas mente cuerpo, sino más bien considera que todos los objetos que nos rodean están constituidos por propiedades que serían la que permiten que estos "existan", pero a diferencia de Searle este dualismo propone que las propiedades mentales son distintas a las físicas. Searle en vez propone que la mente se puede explicar por sus procesos químicos, que tienen materiales y compuestos iguales, a los que tenemos a nuestro alrededor.